# リラエア (小惑星)
リラエア (213 Lilaea) は、小惑星帯に位置する大きな小惑星の一つ。C型小惑星と同じように原始的で炭素化合物が豊富なF型小惑星に分類される。
1880年2月16日にアメリカ合衆国の天文学者、クリスチャン・H・F・ピーターズによりニューヨーク州クリントンで発見された。ギリシア神話に登場するナイアデス（水のニンフ）の一人、リラエアにちなんで命名された。